# Marsico Nuovo
Marsico Nuovo es una localidad italiana de la provincia de Potenza, región de Basilicata, con 4.634 habitantes.

## Evolución demográfica
| Gráfica de evolución demográfica de Marsico Nuovo entre 1861 y 2001 |
|                                                                     |
| Fuente ISTAT - Elaboración gráfica por parte de Wikipedia           |